# كريستوف هارتمان
كريستوف هارتمان (بالألمانية: Christoph Hartmann)‏ هو سياسي ألماني، ولد في 21 مايو 1972 في إسن في ألمانيا. حزبياً، نشط في الحزب الديمقراطي الحر. وقد انتخب عضو مجلس الشورى الموحد سارلاند وانتخب عضو في البوندستاغ الألماني خلال فترته النيابية ‏ (17 أكتوبر 2002 – 31 أكتوبر 2004).

## روابط خارجية
- كريستوف هارتمان على موقع مونزينجر (الألمانية)